# Euploea mentawica
Euploea mentawica är en fjärilsart som beskrevs av Hagen 1898. Euploea mentawica ingår i släktet Euploea och familjen praktfjärilar. Inga underarter finns listade i Catalogue of Life.